# 1973年法國立法選舉
1973年法國立法選舉在1973年3月4日和11日舉行，選舉法蘭西第五共和國的第五屆國民議會成員。共和民主聯盟維持了其最大政黨的地位，但議席數減少至272席。皮埃尔·梅斯梅尔在選舉後繼續擔任法國總理。